# Torre di Selva Nera
La torre di Selva Nera è una fortificazione situata nell'omonima località del comune di Capalbio, nei pressi della frazione di Chiarone Scalo, in prossimità del litorale. Pur essendo ubicata poco più a nord della non lontana torre di Buranaccio, risulta essere la torre di avvistamento più vicina al confine regionale con il Lazio.

## Storia
Il complesso fu costruito dai Medici tra la fine del Cinquecento e gli inizi del Seicento dinanzi all'estremo lembo costiero meridionale del territorio del granducato di Toscana, in un'area confinante a ovest con lo Stato dei Presidii e a est con lo Stato della Chiesa, ove la linea di costa è rivolta verso sud.
La torre svolgeva principalmente funzioni di avvistamento, per evitare che eventuali incursioni dal mare potessero mettere a rischio il vicino centro di Capalbio situato sulle prime propaggini collinari dell'entroterra.
La struttura fu gradualmente dismessa nel corso dell'Ottocento e, in seguito, ceduta a privati per uso abitativo. Successivamente, la fortificazione ha subito alcune trasformazioni, essendo venuta a trovarsi addossata ad altri edifici abitativi.

## Aspetto attuale
La torre di Selva Nera si presenta come un fabbricato a pianta quadrangolare che si articola su tre livelli.
Rimasta priva dell'originario aspetto, si trova addossata su un lato ad altri edifici ad uso abitativo di epoca post-ottocentesca. Le pareti si presentano interamente rivestite in intonaco, con una serie di finestre quadrate che si aprono ad intervalli regolari lungo i due livelli superiori. Al pian terreno sono presenti alcuni portali d'ingresso architravati di forma rettangolare.
La parte sommitale, priva di coronamenti, culmina con un tetto di copertura a quattro spioventi di lieve pendenza.